# BoostAeroSpace
BoostAeroSpace est une entreprise dont l'objet est de créer et exploiter une plateforme numérique aéronautique européenne, créée en 2011 par Airbus, Airbus Group, Dassault Aviation, Safran et Thales, qui propose sur le web des services à valeur ajoutée. La mission principale de la société est de permettre la collaboration et la sécurisation en matière d'échanges numériques au sein de la Supply Chain de l'industrie aérospatiale et de défense européenne.
Elle met en place une plateforme considérée comme un acteur majeur de la modernisation de l'industrie aéronautique.

## Services proposés
Les sociétés fondatrices ont cherché à proposer — aux entreprises de la filière aéronautique — de standardiser les échanges entre elles, et pour cela d'utiliser une plateforme informatique permettant des échanges sécurisés.
Cette plateforme est considérée comme un acteur majeur de la modernisation de l'industrie aéronautique et associe plus d'une vingtaine d'acteurs industriel majeurs de la filière et quelque 2 500 fournisseurs industriels.
Les trois services historiques, accessibles par le cloud, sont :
- AirDesign, développé par Dassault Systèmes, qui permet l'échange sécurisé de données techniques complexes, dans le cadre de la conception ou de l’industrialisation : mise en commun de maquettes, de modèles 3D, de configurations de produits ;
- AirCollab, développé également par Dassault Systèmes, , qui permet de partager des espaces-projets et d’organiser des réunions virtuelles dans un environnement sécurisé ;
- AirSupply, développé par l’allemand SupplyOn, pour la gestion de la chaîne logistique (en anglais SCM : « Supply Chain Management ») : collaboration et suivi des commandes, des plans d’approvisionnement, des livraisons mais aussi facilitation des paiements.

Depuis 2019, BoostAeroSpace a lancé en propre deux nouvelles offres :
- AirConnect, proposé directement par la société, est une application web permettant de semi-automatiser les échanges de données entre AirSupply et les ERP des fournisseurs industriels.
- AirCyber, aussi commercialisé directement par la société, est une offre de services visant la standardisation et l'harmonisation de la sécurité informatique et industrielle au sein de la Supply Chain Aérospatiale et Défense Européenne.

Ces deux nouvelles solutions s'inscrivent, en France, dans le programme de modernisation de l'industrie aéronautique piloté par le GIFAS et appelé « Industrie du Futur ». Lancé à l'occasion du Salon du Bourget 2019, ce programme vise à renforcer la compétitivité de la filière par l’introduction des nouvelles technologies 4.0. AirConnect et AirCyber forment respectivement les volets 3 et 4 de cette grande initiative nationale au bénéfice de TPE/PME et ETI du secteur.
En 2025, AirCyber pousse à la sécurisation de la chaîne d’approvisionnement par la montée en résilience de toutes les entreprises qui la constitue.

## Gouvernance
Pour en assurer la gouvernance, les entreprises à l'origine de cette plateforme ont créé le 28 novembre 2011 la société par actions simplifiée BoostAeroSpace à Suresnes (Hauts-de-Seine).

## De 2009 à 2019
En 2011, la plateforme est présentée au salon du Bourget et en 2012, elle devient disponible et opérationnelle. En 2014, la plateforme reçoit le « prix de la Supply Chain Digitale de l'année » qui distingue la numérisation d'une supply chain ou d'une filière ayant eu une incidence sur son organisation industrielle.  Depuis 2016, les fondateurs cherchent à étendre cette plateforme à toute la supply chain de la filière. En 2018, l'Association francophone des utilisateurs du Net (AFNeT) considère que cette plateforme est une sucess story au titre de l'avantage majeur offert : « ces services de collaboration sont conçus par et pour les industriels de la filière, et seront commercialisés à des prix très attractifs, car l’objectif est avant tout un objectif stratégique de compétitivité de la filière ». Dix ans après sa création, cette plateforme regroupe plus de 24 acteurs majeurs du domaine et pas moins de 2 500 partenaires industriels[source secondaire souhaitée] .